# Каспаза-3
CASP3 (англ. Caspase 3) – білок, який кодується однойменним геном, розташованим у людей на короткому плечі 4-ї хромосоми.  Довжина поліпептидного ланцюга білка становить 277 амінокислот, а молекулярна маса — 31 608.
| 10         |  | 20         |  | 30         |  | 40         |  | 50         |
| ---------- |  | ---------- |  | ---------- |  | ---------- |  | ---------- |
| MENTENSVDS |  | KSIKNLEPKI |  | IHGSESMDSG |  | ISLDNSYKMD |  | YPEMGLCIII |
| NNKNFHKSTG |  | MTSRSGTDVD |  | AANLRETFRN |  | LKYEVRNKND |  | LTREEIVELM |
| RDVSKEDHSK |  | RSSFVCVLLS |  | HGEEGIIFGT |  | NGPVDLKKIT |  | NFFRGDRCRS |
| LTGKPKLFII |  | QACRGTELDC |  | GIETDSGVDD |  | DMACHKIPVE |  | ADFLYAYSTA |
| PGYYSWRNSK |  | DGSWFIQSLC |  | AMLKQYADKL |  | EFMHILTRVN |  | RKVATEFESF |
| SFDATFHAKK |  | QIPCIVSMLT |  | KELYFYH    |  |            |  |            |

A: Аланін

C: Цистеїн

D: Аспарагінова кислота

E: Глутамінова кислота

F: Фенілаланін

G: Гліцин

H: Гістидин

I: Ізолейцин

K: Лізин

L: Лейцин

M: Метіонін

N: Аспарагін

P: Пролін

Q: Глутамін

R: Аргінін

S: Серин

T: Треонін

V: Валін

W: Триптофан

Кодований геном білок за функціями належить до гідролаз, протеаз, тіолових протеаз, фосфопротеїнів. 
Задіяний у таких біологічних процесах як апоптоз, поліморфізм, ацетиляція. 
Локалізований у цитоплазмі.